# Türkiye Birlik Partisi
Die Türkiye Birlik Partisi (türkisch für Einheitspartei der Türkei, Kürzel TBP; bis 1973 Birlik Partisi – Einheitspartei, BP) war eine türkische politische Partei, welche die alevitisch-schiitische Gemeinschaft der Türkei zu vertreten versuchte.
Sie wurde im Jahre 1966 gegründet, benannte sich 1973 um und wurde 1981 von den Putschisten aufgelöst. Zwischen den Wahlen 1969 und 1973 war sie im Parlament vertreten.
Ein zweiter Anlauf, eine Partei dieses Typs zu etablieren, fand zwischen 1996 und 1999 mit der Partei des Friedens statt, mit den gleichen Initialen (BP, Barış Partisi).

## Wahlergebnisse
| Legislatur | Generalsekretär | Stimmen | Anteil | Sitze |
| ---------- | --------------- | ------- | ------ | ----- |
| 1969       | Hüseyin Balan   | 254.708 | 2,8 %  | 8/450 |
| 1973       | Mustafa Timisi  | 121.759 | 1,1 %  | 1/450 |
| 1977       | Mustafa Timisi  | 58.540  | 0,4 %  | 0/450 |